# 保羅 (內布拉斯加州)
保羅（英語：Paul）是位於美國內布拉斯加州奧托縣的非建制地區。

## 歷史
保羅的郵局於1884年設立，其後於1955年停運。

## 地理
保羅所處的海拔為高於海平面330米（即1083英呎），而該地所採用的時區為UTC-6，即北美中部时区（CST）。同時該地設有夏令時間，為UTC-6調快一小時，即UTC-5（CDT）。